# Jean-Christian Michel
Jean-Christian Michel és un músic i compositor francès que s'inspira en la música sagrada de Johann Sebastian Bach i en el jazz europeu. És membre de la SACEM (societat d'autors, compositors i editors de música francesos) des de 1967.
Jean-Christian Michel és igualment clarinetista i concertista i toca les seues obres amb clarinet. Jean-Christian Michel s'envolta sempre amb grans professionals com ara Kenny Clarke, el percussionista Daniel Humair, i els contrabaixistes Guy Pedersen i Henri Texier. Va rebre el preu "Medicina i Cultura" a la Sorbonne l'any 1986, donat per l'Institut de les Ciències i de la Salut, i el jurat del qual comptava amb sis premis Nobel.
Jean-Christian Michel, que va celebrar els seus 40 anys de carrera l'any 2009, és el padrí de la campanya Neurodon, al si de la FRC (Federació per Investigació sobre el Cervell), l'objectiu del qual és una investigació que aplique diferents enfocaments per comprendre el cervell, el seu funcionament i les seves malalties.

## Discografia
- Requiem
- Aranjuez
- Musique Sacrée (amb Kenny Clarke)
- Crucifixus
- JQM (amb Kenny Clarke)
- Le Cœur des Étoiles (amb Daniel Humair)
- Vision d'Ézéchiel (amb Daniel Humair)
- Ouverture Spatiale (amb Kenny Clarke)
- Ève des Origines (amb Kenny Clarke)
- Port-Maria (amb Kenny Clarke)
- Musique de Lumière (amb Daniel Humair)
- Jean-Christian Michel en Concert
- Vif-Obscur
- Les Années-Lumière
- Les Cathédrales de Lumière
- Aranjuez - 2004
- Portail de l'Espace - 2005
- Bach Transcriptions - 2006
- Live Concert - 2007
- Requiem (Nou) - 2008
- Imaginaire DVD (2010)